# 長野祐一郎
長野 祐一郎（ながの ゆういちろう、1889年（明治22年）11月5日 - 1950年（昭和25年）1月17日）は、日本の陸軍軍人。最終階級は陸軍中将。

## 経歴
島根県出身。松江中学校を経て、1912年（明治45年）5月、陸軍士官学校（24期）を卒業。同年12月、歩兵少尉に任官し歩兵第41連隊付となる。1925年（大正14年）11月、陸軍大学校（37期）を卒業。
歩兵第41連隊中隊長、陸軍歩兵学校教官などを経て、1930年（昭和5年）12月、陸大専攻学生となった。1931年（昭和6年）11月、歩兵学校教官に就任、関東軍司令部付、第19師団参謀などを歴任し、1936年（昭和11年）8月、陸軍大佐に昇進し歩兵学校教官となった。1937年（昭和12年）7月、歩兵第11連隊長に就任し日中戦争に出征。徐州会戦、広東攻略戦などに参加した。1939年（昭和14年）3月、陸軍少将に進級し陸軍兵器本廠付となる。
1940年（昭和15年）4月、陸軍兵器本部企画部長となり、独立混成第3旅団長を経て、1941年（昭和16年）10月、陸軍中将に進み第37師団長に親補され山西省に駐屯し中国戦線で活動した。1945年（昭和20年）4月、第16軍司令官となり、ジャカルタで終戦を迎えた。1946年（昭和21年）5月に復員。同月から1948年（昭和23年）4月まで橘丸事件の戦犯容疑により拘留されたが無罪となり釈放された。
1948年1月31日、公職追放仮指定を受けた。

## 栄典
- 1941年（昭和16年）12月1日 - 従四位
- 1943年（昭和18年）12月15日 - 正四位